# Ignacio Trejos Picado
Monseñor Ignacio Nazareno Trejos Picado nace en  Guadalupe, Cartago, 31 de julio de 1928,  hijo de Juan Leonor Trejos y María Tiburcia Picado,   Ingresa al Seminario el 8 de marzo de 1946, seis años después, 8 de marzo de 1952, es ordenado Presbítero en Roma.
Electo Obispo Auxiliar el 13 de enero de 1968, recibió su Consagración Episcopal el 8 de marzo de 1968. 
Actualmente es Obispo Emérito de la Diócesis de San Isidro, manteniendo su residencia en su ciudad natal.

## Actividad pastoral
Presta sus servicios pastorales en diferentes parroquias e arquidiócesis parroquial, además de fungir como Rector del Seminario Central en San José. Nombrado por el Papa Pablo VI,  Obispo Auxiliar el 13 de enero de 1968, recibió su Consagración Episcopal en la Basílica de Lo Ángeles el 8 de marzo de 1968, el 22 de diciembre de 1974 fue promovido como segundo Obispo de la Diócesis de San Isidro de El General, tras la muerte de Mons. Delfín Quesada Castro. 
Su episcopado se caracterizó por la consolidación de la vida diocesana en sus varios aspectos. Para ello contó con un mayor número de sacerdotes y esto le permitió consolidar la promoción y formación de los agentes laicos de evangelización.
En su episcopado se construyeron las Vicarías Foráneas: La vicaría Central (Actualmente Vicaría San Padre Pío de Pietrelcina), La Vicaría Sur (Actualmente Vicaría Beato Pablo VI), y la Vicaría de Misión (Actualmente Vicaría San Francisco de Asís).
Se erigieron varias nuevas parroquias lo mismo que tres centros pastorales para la formación: la Casa Sinaí en San Isidro de El General, el Centro Pastoral de Pejibaye y el Monte de la Cruz en Pacuarito. 
También se construyó la Casa Santa María en Barrio Lourdes de Daniel Flores, a fin de brindar apoyo a jóvenes con inquietudes vocacionales, provenientes de lugares alejados y que en aquel momento tenían pocas oportunidades de incorporarse a centros educativos de educación secundaria.
Durante su ministerio se establecieron en la Diócesis varias comunidades religiosas masculinas y femeninas.
Cumpliendo con su misión pastoral el 31 de julio del 2003, luego de presentar la carta de renuncia como lo estipula el Derecho Canónico, una vez aceptada por la Sede Apostólica, pasa a ser administrador apostólico de la diócesis hasta el 1 de octubre del mismo año en la celebración durante la cual ordena como obispo al Pbro. Guillermo Loría que pasará a ser el Tercer Obispo de esta diócesis.